# 華麗一族
《華麗一族》，中國譯為《浮華世家》，為日本作家山崎豐子著作之小說，1970年3月至1972年10月間於《週刊新潮》連載，1973年由新潮社分三冊出版。內容以1960年代後期日本金融界的鬥爭及「山陽特殊製鋼破產事件」為背景（作者並未承認），牽涉諸多日本財閥及官僚間的內幕。於1974年改編為電影，並三度改編為電視劇。

## 劇情
這是一部以1966年至1968年（昭和41至43年）的金融重組為背景，講述了財閥家族中父子之間的糾紛、野心和愛恨情仇等等的故事。1968年10月，即二戰終戰後23年、明治維新（1868年）後一百年，日本經濟迅速堀起，成為僅次於美國的世界第二大經濟體，國民生產總值超越西德，於全球排行第二位，躋身超級工業強國之列，日本進入「高度經濟成長」（1955至1973年）末期，距離大阪萬博（1970年）還有兩年多的時間，大量外國資本湧入日本。為了對抗外國資本，大藏省決定成立「金融重組調查會」，將全國12間「普通銀行」合併成為4間「都市銀行」，透過金融重組加強對日本金融業的監管，試圖打擊當時國內的金融歪風。銀行合併政策揭開當代日本金融改革的序幕，改變了日本銀行體系的命運，同時為當代日本經濟種下禍根。
萬俵家的大家長，同時為阪神銀行〔以神戶銀行（即今三井住友銀行）為藍本〕的董事長萬俵大介，在金融重組之前拚命阻止大銀行併購阪神銀行，並透過長女的丈夫——也就是大藏省主計局副局長——獲得了大銀行的機密資料，並規劃了有利萬俵家的購併計劃。另一方面，大介沒有滿足作為阪神特殊鋼鐵專務的長子萬俵鐵平融資金額，鐵平唯有向大同銀行〔以協和銀行（即今Resona銀行）為藍本〕董事長三雲求助，種下日後所屬公司因資不抵債而告破產的禍根。在背後風起雲湧的政治經濟界的黑暗的慾望、名門裡的醜聞，還有父子間性格差異以及所處產業不同的所產生的不同世界觀，一步步將父子帶上零和的結局……
雖然原作者否認，但一般認為1965年日本實際發生的山陽特殊製鋼破產事件是作者創作劇情的原型。

## 電影
電影版由藝苑社製作，東寶出資，1974年1月26日上映。

### 演員
- 万俵大介：佐分利信
- 万俵寧子：月丘夢路
- 万俵鐵平：仲代達矢
- 万俵早苗：山本陽子
- 万俵銀平：目黒祐樹
- 万俵万樹子：中山麻里
- 万俵二子：酒井和歌子
- 美馬中：田宮二郎
- 美馬一子：香川京子
- 高須相子：京町子
- 万俵敬介：仲代達矢
- 三雲祥一：二谷英明
- 三雲志保：大空真弓
- 綿貫千太郎：西村晃
- 永田大藏大臣：小澤榮太郎
- 田淵幹事長：河津清三郎
- 鎌倉的老人：佐佐木孝丸
- 安田太左衛門：志村喬
- 石川阪神特殊鋼社長：北澤彪
- 錢高阪神特殊鋼常務：加藤嘉
- 一之瀨阪神特殊鋼工場長：稻葉義男
- 一之瀨四四彦：
- 和島帝國製鐵専務：神山繁
- 帝國製鐵・工程部長：下川辰平
- 角田支店長（阪神銀行）：高原駿雄
- 宮本頭取：瀧澤修
- 松平日銀總裁：中村伸郎
- 春田大藏省銀行局長：平田昭彥
- 松尾大藏省審議官：細川俊夫
- 田中銀行局檢査官：五藤雅博
- 荒尾代議士：金田龍之介
- 中根代議士：大瀧秀治
- 佐橋總理大臣：伊東光一
- 佐橋總理夫人：北林谷榮
- 小泉夫人：荒木道子
- 伊東夫人：小夜福子
- 倉石律師、旁白：鈴木瑞穗
- 大川一郎：西田敏行
- 大川夫人：堺美紀子
- 白川大同銀行専務：中村哲
- 大龜阪神銀行専務：濱田寅彥
- 速水頭取秘書：武内亨
- 芥川（阪神銀行）：高城淳一
- 伊佐早（阪神銀行）：梅野泰靖
- 支店次長（阪神銀行）：夏木章
- 岡村（阪神銀行）：笠井一彥
- 小島常務（大同銀行）：小林昭二
- 支店長：守田比呂也
- 在野黨委員長：嵯峨善兵
- 細川一也（二子的相親對象）：鳥居功靖
- 大平（超市社長）：田武謙三
- 中川留市：花澤德衛
- 市太夫：若宮大祐
- 万俵家女管家：橫田楊子
- 阪神特殊鋼社員：鈴木治夫
- 記者：多田幸男
- 他：青木富夫（戰前松竹知名童星，藝名為「突貫小僧」）
- 他：麻里友惠（現為爵士樂歌手阿川泰子）
- 他：久遠利三
- 他：相原巨典
- 他：北條壽太郎（上映時的節目單上記有其名，但是電影中的名單沒有）
- 他：野村隆
- 他：小山內淳
- 他：鈴木昭生

### 幕後人員
- 原作：山崎豐子
- 編劇：山田信夫
- 音樂：佐藤勝
- 攝影：岡崎宏三
- 導演：山本薩夫

## 1974年電視劇
1974年10月1日至1975年3月25日，毎週二22:00於朝日電視台播出，全二十六回。

### 演員
- 万俵大介：山村聰
- 万俵寧子：久我美子
- 万俵鐵平：加山雄三
- 万俵早苗：柏木由紀子
- 万俵銀平：林隆三
- 万俵万樹子：山口泉
- 万俵二子：島田陽子
- 万俵三子：山添多佳子
- 美馬一子：三矢歌子
- 美馬中：佐藤慶
- 高須相子：小川真由美
- 三雲祥一：池部良
- 三雲志保：藤村志保
- 綿貫千太郎：曾我廼家明蝶
- 小島大同銀行常務：神田隆
- 大川一郎：河村弘二
- 安田太左衛門：河津清三郎
- 安田佳江：渡邊千世
- 永田大藏大臣：山形勳
- 春田大藏省銀行局長：平田昭彥
- 田中大藏省金融検査官：鈴木昭生
- 芙佐子（料亭「鶴乃家」的若女將）：和泉雅子
- 登米（料亭「鶴乃家」的老女將）：瀧花久子
- 大龜阪神銀行専務：永井秀明
- 芥川阪神銀行常務・東京事務所長：菅原謙次
- 澀野阪神銀行常務：松下達夫
- 速水英二（阪神銀行頭取秘書）：小野武彥
- 伊佐早（阪神銀行）：村井國夫
- 角田阪神銀行池田支店長：有島一郎
- 石川阪神特殊鋼社長：十朱久雄
- 錢高阪神特殊鋼常務：真木恭介
- 一之瀨阪神特殊鋼常務兼工場長：小栗一也
- 一之瀨四四彦：大和田伸也
- 金田（阪神特殊鋼）：渥美國泰
- 細川一也（二子的未婚夫）：西田健
- 伊東夫人：雙葉弘子
- 小泉夫人：東鄉晴子
- 太平市太郎（太平超市社長）：內田朝雄
- 榎本司（毎朝新聞経済部記者）：竜崎勝
- 市太老：永井柳太郎
- 旁白：小川真由美
- ：戶川曉子
- ：北村總一朗
- ：人見清志

### 幕後人員
- 製作：財前定生
- 原作：山崎豐子
- 編劇：鈴木尚之
- 音樂：坂田晃一
- 導演：瀨木宏康

## 2007年電視劇

### 簡介
2007年版的《華麗一族》是東京廣播公司（TBS）55週年台慶紀念電視劇。本劇與原作的主要差異是原作中主角是父親万俵大介，電視劇中的主角則換成了他的大兒子万俵鐵平。台灣播映權由緯來日本台獲得，而香港播映權由無綫電視獲得。
這是木村繼《美麗人生》、《夢想飛行Good Luck》後第3度主演日曜劇場。

### 演員表

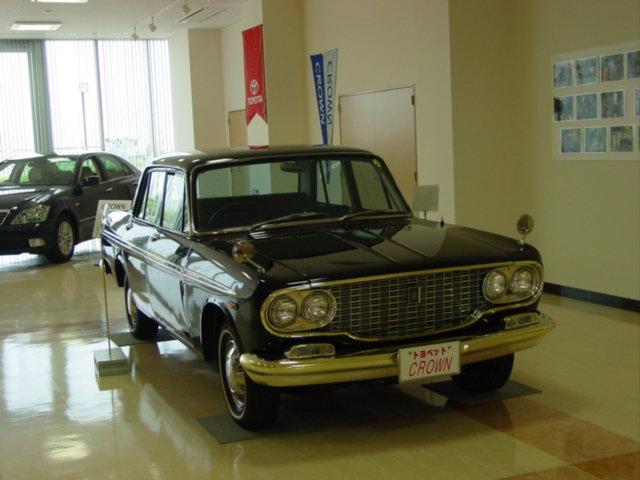
萬俵鐵平使用的豐田皇冠

萬俵家
| 演員       | 角色               | 粵語配音 | 介紹 | 年齡 |
| 木村拓哉   | 萬俵鐵平           | 蘇強文   | 1933年4月7日出生，本電視劇的主人公。萬俵大介的長子，血型B型，被大介懷疑非親生子。 大介擔任所有者的萬俵財閥的主力企業，阪神特殊製鋼專務。 8年前因策略聯姻和早苗結婚，不過夫妻生活恩愛，兩人後來育有一子。 對工作充滿熱誠。考慮鋼鐵公司的將來，計劃用巨額的預算興建高爐。可是高爐後來發生事故。此後，大同銀行假裝進行融資，向破產趕進阪神特殊製鋼的父親與妻子一起從萬俵家出來挑戰審判，不過被成為阪神特殊製鋼的財產管理人的帝國製鐵的和島所長解除被撤消起訴的專務。 絕望的鐵平，對由於魯莽的高喊工程阪神特殊製鋼使之倒閉自責，第十集寫給早苗一封遺書「所有的不幸都源於我來到這世上。一想到我的存在，讓萬俵家所有人，與及身邊的人，都遭受不幸，我真的很心痛。希望我的選擇能讓爸爸、媽媽得到解脫。我相信，用我的生命可以結束萬俵家的所有惡夢。」1968年12月31日，鐵平在兵庫縣丹波筱山用祖父敬介的獵槍自殺。死因是腦挫傷。根據的死亡診斷書記載的血型為B型，令眾人得知鐵平確實是萬俵大介的親生兒子 | 34歲 |
| 長谷川京子 | 萬俵（大川）早苗   | 陳凱婷   | 鐵平之妻，前通產大臣大川一郎的長女。8年前因策略聯姻嫁入萬俵家，不過夫妻生活恩愛，後來兩人育有一子。對大介妻妾同寢的行為十分厭惡，也不容許相子的存在 | 30歲 |
| 北大路欣也 | 萬俵大介           | 張炳強   | 關西知名銀行「阪神銀行」的總裁，個性現實冷靜，私下過著妻妾同寢的荒唐生活，一直懷疑其長子萬俵鐵平非親生子，最終將其逼死。 | 60歲 |
| 荒木崇秀   | 萬俵太郎           |          | 鐵平和早苗的兒子 | 4歲  |
| 山本耕史   | 萬俵銀平           | 黃啟昌   | 萬俵大介的次子。和父親大介一樣畢業於慶應義塾大學經濟學部，目前在阪神銀行總行當課長，擁有大介端正的容貌、清晰的頭腦，具備了銀行經營者的資質。與鐵平相反，凡事冷靜。對婚姻不抱任何期待，也無法真心談戀愛 | 31歲 |
| 山田優     | 萬俵（安田）萬樹子 | 曾佩儀   | 大阪重工的社長千金。具備上流社會婚姻五大條件，後來嫁給萬俵家次子銀平 | 24歲 |
| 仲村亨     | 美馬中             | 陳欣     | 大藏省主計局次長，一子的丈夫 | 44歲 |
| 吹石一惠   | 美馬（萬俵）一子   | 沈小蘭   | 大介的長女，後來嫁給美馬中 | 29歲 |
| 相武紗季   | 萬俵二子           | 鄭麗麗   | 大介的次女，大學畢業後，回家學習新娘課程。尊敬大哥鐵平，並深受他的影響，是家中唯一和鐵平想法相同的人 | 24歲 |
| 原田美枝子 | 萬俵寧子           | 蔡惠萍   | 大介的妻子，被相子取代其地位 | 54歲 |
| 鈴木京香   | 高須相子           | 陸惠玲   | 萬俵家的家庭教師、大介的情婦，第十集被趕離萬俵家 | 39歲 |
|            | 萬俵敬介           | N/A      | 阪神銀行的祖先。是大介的父親，鐵平、銀平、一子、二子的祖父。A型。是有英雄的氣質的熱情積極性的技術人員，那個容貌除了白髮混雜的頭髮的顏色和嘴角的鬍鬚，和鐵平酷似 | －   |
| N/A        | 將軍               | N/A      | 萬俵家池塘的巨鯉魚。只有鐵平的祖父敬介拍手時出現，大介拍手時也不出現。 第一集因為將軍在鐵平拍手時出現，確信鐵平是敬介的孩子，大介說「看來你是你爺爺的兒子」。然後大介和鐵平的爭執和悲劇開始。 在最後一集，鐵平帶著悲傷和憤怒向他扔石頭。鐵平死後，跟著去世了。 | －   |

料亭 鶴乃家
| 演員       | 角色       | 粵語配音 | 介紹                                       | 年齡 |
| 多岐川裕美 | 鶴田志乃   | 黃麗芳   | 芙佐子的養母                               | 59歲 |
| 稻森泉     | 鶴田芙佐子 | 黃玉娟   | 鐵平的前女友，後因高須相子而被迫和鐵平分手 | 32歲 |

阪神特殊製鋼
| 演員     | 角色         | 粵語配音      | 介紹 | 年齡 |
| 成宮寬貴 | 一之瀨四四彦 | 陳廷軒        | 一之瀨工場長的兒子，阪神特殊製鋼的社員。鐵平將他視為弟弟一樣，疼愛有加。正直又熱情的性格與鐵平十分相似，二子因而對他頗有好感 | 26歲 |
| 平泉成   | 一之瀨工場長 | 源家祥        | | 58歲 |
| 西村雅彥 | 錢高常務     | 招世亮        | | 52歲 |
| 六平直政 | 荒武玄       | 梁志達→林保全 | | 53歲 |
| 中丸新將 | 石川正治     | 黃子敬        | | －   |

阪神銀行
| 演員     | 角色       | 粵語配音 | 介紹 | 年齡 |
| 武田鐵矢 | 大龜專務   | 潘文柏   |      | 60歲 |
| 小林隆   | 芥川常務   | 盧國權   |      | 54歲 |
| 田山涼成 | 角田支店長 |          |      | －   |
| 武野功雄 | 支店長     |          |      | －   |
| 鼓太郎   | 速水英二   |          |      | －   |

大同銀行
| 演員       | 角色       | 粵語配音 | 介紹                             | 年齡 |
| 柳葉敏郎   | 三雲祥一   | 朱子聰   | 大同銀行總裁，和萬俵鐵平是好友。 | 50歲 |
| 笑福亭鶴瓶 | 綿貫千太郎 | 陳永信   |                                  | 58歲 |
| 金田明夫   | 小島恒夫   | 林保全   |                                  | －   |

大藏省
| 演員     | 角色         | 粵語配音 | 介紹 | 年齡 |
| 津川雅彥 | 永田格大藏   | 陳曙光   |      | 63歲 |
| 田中隆三 | 春田銀行局長 | 梁志達   |      | －   |
| 伊藤正之 | 田中松夫     |          |      | －   |

通產省
| 演員       | 角色           | 粵語配音 | 介紹 | 年齡 |
| 西田敏行   | 大川一郎       | 譚炳文   | 鐵平的岳父，前通產大臣，現任眾議院議員。自由黨的派系領袖，基層出身的黨人派，和永田大藏大臣競爭下任黨主席寶座。十分疼愛鐵平，大力支持高爐建設 | 60歲 |
| 大和田伸也 | 石橋重工業局長 | 黃子敬   | | －   |
| 板東英二   | 水谷通產大臣   | 林保全   | | －   |

帝國製鐵
| 演員     | 角色       | 粵語配音 | 介紹 | 年齡 |
| 矢島健一 | 和島所長   | 李錦綸   |      | 51歲 |
| 豬野學   | 佐橋和也   |          |      | 35歲 |
| 津村鷹志 | 製鐵所幹部 |          |      | －   |

關係者
| 演員       | 角色     | 粵語配音 | 介紹 | 年齡 |
| 石田太郎   | 安田社長 | 林保全   |      | 63歲 |
| 長內美那子 | 伊東夫人 |          |      | －   |
| 鰐淵晴子   | 小泉夫人 |          |      | －   |

高爐建設資金融資銀行
| 演員   | 角色       | 粵語配音 | 介紹 | 年齡 |
| 沼崎悠 | 日下部頭取 |          |      | －   |
| 黑部進 | 宮本頭取   |          |      | －   |

裁判關係者
| 演員     | 角色     | 粵語配音 | 介紹 | 年齡 |
| 萩原聖人 | 倉石律師 | 梁志達   |      | 34歲 |
| 淺野和之 | 曾我律師 | 雷霆     |      | －   |
| 山野史人 | 裁判長   | 林保全   |      | －   |

其他
| 演員       | 角色           | 粵語配音 | 介紹 | 年齡 |
| 佐野史郎   | 志摩觀光支配人 | 雷霆     |      | －   |
| 峰岸徹     | 山田所長       | 劉昭文   |      | －   |
| 宮川一朗太 | 高須徹         | 陳卓智   |      | －   |
| 松尾貴史   | 杉浦           |          |      | －   |
| 山谷初男   | 大垣市太       |          |      | －   |
| 前田吟     | 篠山警察署警官 | 源家祥   |      | －   |
| 鶴田忍     | 藤山社長       | 盧國權   |      | －   |

### 幕後人員
- 編劇：橋本裕志
- 音樂：服部隆之
- 製作人：福澤克雄、石丸彰彥
- 導演：福澤克雄、山室大輔
- 企劃：瀨戶口克陽、植田博樹

### 播出日程
| 各話   | 放送日        | 標題                            | 關東地区 | 關西地区 |
| ------ | ------------- | ------------------------------- | -------- | -------- |
| 第一回 | 2007年1月14日 | 華麗的一族（華麗なる一族）                  | 27.7%    | 30.5%    |
| 第二回 | 2007年1月21日 | 過去的悲劇與真相（過去の悲劇と真実）            | 21.8%    | 28.7%    |
| 第三回 | 2007年1月28日 | 撕裂的命運（引き裂く運命）                  | 23.5%    | 30.8%    |
| 第四回 | 2007年2月4日  | 悲哀的背叛（悲しき裏切り）                  | 23.0%    | 27.3%    |
| 第五回 | 2007年2月11日 | 被分裂的命運之死（運命を分けた死）            | 21.2%    | 26.9%    |
| 第六回 | 2007年2月18日 | 萬俵家的瓦解（万俵家の崩壊）                | 23.5%    | 30.4%    |
| 第七回 | 2007年2月25日 | 高爐爆炸的悲劇（悲劇の高炉爆発）              | 21.1%    | 29.9%    |
| 第八回 | 2007年3月4日  | 鐵平身世的真相（鉄平出生の真相）              | 21.6%    | 29.5%    |
| 第九回 | 2007年3月11日 | 最終章 前篇：最後的父子對決（最終章・前編 最期の父子対決） | 24.9%    | 30.5%    |
| 最終回 | 2007年3月18日 | 最終章 後篇：死的決心～未來（最終章・後編 決意の死～未来へ） | 30.4%    | 39.3%    |

- 平均收視率：關東23.9% / 關西30.8%

### 備考
- 阪神銀行總行營業大廳的場景，是遠赴台灣台北市借用臺灣銀行總行大廈的營業大廳所拍攝。

## 2021年電視劇
WOWOW出品。2021年4月18日至7月11日播出。
台灣由friDay影音自4月18日起每週日同步跟播。

### 演員
- 中井貴一 飾 萬俵大介
- 向井理   飾 萬俵鐵平
- 藤谷太輔 飾 萬俵銀平
- 麻生祐未 飾 萬俵寧子
- 吉岡里帆 飾 安田萬樹子
- 美村里江 飾 美馬一子
- 要潤     飾 美馬中
- 松本穗香 飾 萬俵二子
- 福本莉子 飾 萬俵三子
- 笹本玲奈（日语：笹本玲奈） 飾 萬俵早苗
- 內田有紀 飾 高須相子
- 高嶋政伸 飾 芥川
- 石黑賢   飾 三雲祥一
- 萬田久子（日语：萬田久子） 飾 鶴子
- 田中麗奈 飾 芙佐子
- 加藤雅也（日语：加藤雅也） 飾 一之瀨潔
- 工藤阿須加 飾 一之瀨四四彥
- 石坂浩二 飾 永田大藏大臣
- 新川優愛 飾 小森章子
- 宮田俊哉 飾 細川一也
- 堀部圭亮（日语：堀部圭亮） 飾 澀野常務
- 井上肇（日语：井上肇） 飾 大龜專務
- 細田善彦（日语：細田善彦） 飾 速水英二
- 六角精兒（日语：六角精児） 飾 綿質千太郎
- 甲本雅裕（日语：甲本雅裕） 飾 錢高孫六
- 溫水洋一 飾 田中松夫

### 幕後人員
- 編劇：前川洋一（日语：前川洋一）
- 導演：西浦正記（日语：西浦正記）、池澤達也
- 音樂：得田真裕
- 製作人：高江洲義貴、稻葉尚人、佐藤雅彥
- 總製作人：青木泰憲

## 作品的變遷
| 日本 TBS電視台 日曜劇場 週日 21:00 · TBS電視台開業55週年紀念電視劇 | 日本 TBS電視台 日曜劇場 週日 21:00 · TBS電視台開業55週年紀念電視劇 | 日本 TBS電視台 日曜劇場 週日 21:00 · TBS電視台開業55週年紀念電視劇 |
| ------------------------------------------------------------------ | ------------------------------------------------------------------ | ------------------------------------------------------------------ |
|                                                                    | 華麗一族 （2007.1.14 - 2007.3.18）                                 |                                                                    |
| 鐵板少女小茜 （2006.10.15 - 2006.12.10）                           | （2007.4.15 - 2007.6.24）                                          |                                                                    |

| 香港 無線電視劇集台 星期六17:30-19:15、23:30-01:15 星期日05:30-07:15、11:30-13:15重播（每次播映兩集） | 香港 無線電視劇集台 星期六17:30-19:15、23:30-01:15 星期日05:30-07:15、11:30-13:15重播（每次播映兩集） | 香港 無線電視劇集台 星期六17:30-19:15、23:30-01:15 星期日05:30-07:15、11:30-13:15重播（每次播映兩集） |
| --- | --- | --- |
| | 華麗一族 （2007.5.19 - 2007.6.23）                                                                    | |
| 女王直播室 （2007.4.14 - 2007.5.12）                                                                  | 東京鐵塔 （2007.6.30 - 2007.8.4）                                                                     | |

| 香港 無線電視翡翠台、高清翡翠台 星期六22:30-23:30 | 香港 無線電視翡翠台、高清翡翠台 星期六22:30-23:30 | 香港 無線電視翡翠台、高清翡翠台 星期六22:30-23:30 |
| ------------------------------------------------- | ------------------------------------------------- | ------------------------------------------------- |
|                                                   | 華麗一族 （2008.1.19 - 2008.3.22）                |                                                   |
| 無                                                | 盛裝舞步愛作戰 （2008.6.14 - 2008.8.3）           |                                                   |

| 臺灣 民視無線台 星期日22:15-23:45 | 臺灣 民視無線台 星期日22:15-23:45                  | 臺灣 民視無線台 星期日22:15-23:45 |
| --------------------------------- | -------------------------------------------------- | --------------------------------- |
|                                   | 華麗一族 （2010年1月17日－2010年3月21日）          |                                   |
| 我的第一次                        | 夢想飛行Good Luck （2010年3月28日－2010年5月23日） |                                   |

| 日本 WOWOW 連續劇W 星期日22:00~23:00                    | 日本 WOWOW 連續劇W 星期日22:00~23:00                     | 日本 WOWOW 連續劇W 星期日22:00~23:00 |
| ------------------------------------------------------- | -------------------------------------------------------- | ------------------------------------ |
|                                                         | 華麗一族2021 （2021年4月18日－2021年7月11日）            |                                      |
| 特回~不良債權特別回收部 （2021年1月17日－2021年4月4日） | 密告之歌 警視廳監察檔案 （2021年8月22日－2021年9月26日） |                                      |

| 臺灣 緯來日本台 星期一至星期五 22:00~23:00 | 臺灣 緯來日本台 星期一至星期五 22:00~23:00    | 臺灣 緯來日本台 星期一至星期五 22:00~23:00 |
| ------------------------------------------ | --------------------------------------------- | ------------------------------------------ |
|                                            | 華麗一族2021 （2021年7月13日－2021年7月28日） |                                            |
| 櫻之巨塔 （2021年6月30日－2021年7月12日）  | 仁醫 （2021年7月29日－2021年8月31日）         |                                            |

## 外部連結
- 山崎豊子 『華麗なる一族〔上〕』 （页面存档备份，存于） - 新潮文庫
- 山崎豊子 『華麗なる一族〔中〕』 （页面存档备份，存于） - 新潮文庫
- 山崎豊子 『華麗なる一族〔下〕』 （页面存档备份，存于） - 新潮文庫
- 華麗一族 WOWOW 官方網站 （页面存档备份，存于）